# لوئیس کاریه
لوئیس کاریه (به انگلیسی: Louis Carré) بازیکن فوتبال اهل بلژیک و عضو تیم ملی فوتبال بلژیک است که در تاریخ ۱۷ اکتبر ۱۹۴۸ میلادی اولین بازی ملی‌اش را مقابل تیم ملی فوتبال فرانسه انجام داد. او در ۵۵ بازی ملی حضور داشت و جمعاً ۵۰۷۰ دقیقه برای تیم ملی فوتبال بلژیک به میدان رفت. لوئیس کاریه آخرین بازی ملی خود را در تاریخ ۰۲ مارس ۱۹۵۸ میلادی در برابر تیم ملی فوتبال آلمان غربی انجام داد. وی در بازی‌های ملی‌اش گلی به ثمر نرساند.